# Casa al carrer Sant Josep, 3 (Figueres)
L'edifici situat al Carrer Sant Josep, 3 és una obra del municipi de Figueres (Alt Empordà) inclosa en l'Inventari del Patrimoni Arquitectònic de Catalunya. És un edifici entre mitgeres situat al nucli antic de la ciutat, de planta baixa, dos pisos i golfes amb coberta terrassada.

## Descripció
Aquesta casa ha estat rehabilitada recentment, i els baixos habilitats com a perruqueria. Tot i la rehabilitació s'han conservat els elements més destacats, com les mènsules que suporten els balcons del primer i segon pis, així com les del voladís. Les obertures dels dos primers pisos no són originals però sí les columnes de les obertures de la planta golfes, amb un capitell molt marcat. Els balcons del primer i segon pis, són de ferro forjat, i el del primer pis té una decoració vegetal al centre, amb una flor de llis, i amb les inicials J-C.